# مارتین لوندشتد
مارتین لوندشتد (انگلیسی: Martin Lundstedt؛ زادهٔ ۲۸ آوریل ۱۹۶۷) مدیر کارآفرین، اهالی کسب‌وکار و مدیر اجرایی اهل سوئد است، که هم‌اکنون به‌عنوان مدیرعامل شرکت خودروسازی ولوو فعالیت می‌کند.